# Panteón de Regulares número 5
El Panteón Regulares 5  es un panteón militar situado en el cementerio municipal de la Purísima Concepción de la ciudad española de Melilla.

## Historia
Fue inaugurado en 1927 para acoger los restos de los fallecidos del Grupo nº 5 de Regulares de Alhucemas.

## Descripción
De planta cuadrada, está construido en piedra de la región y ladrillo macizo

### Exterior

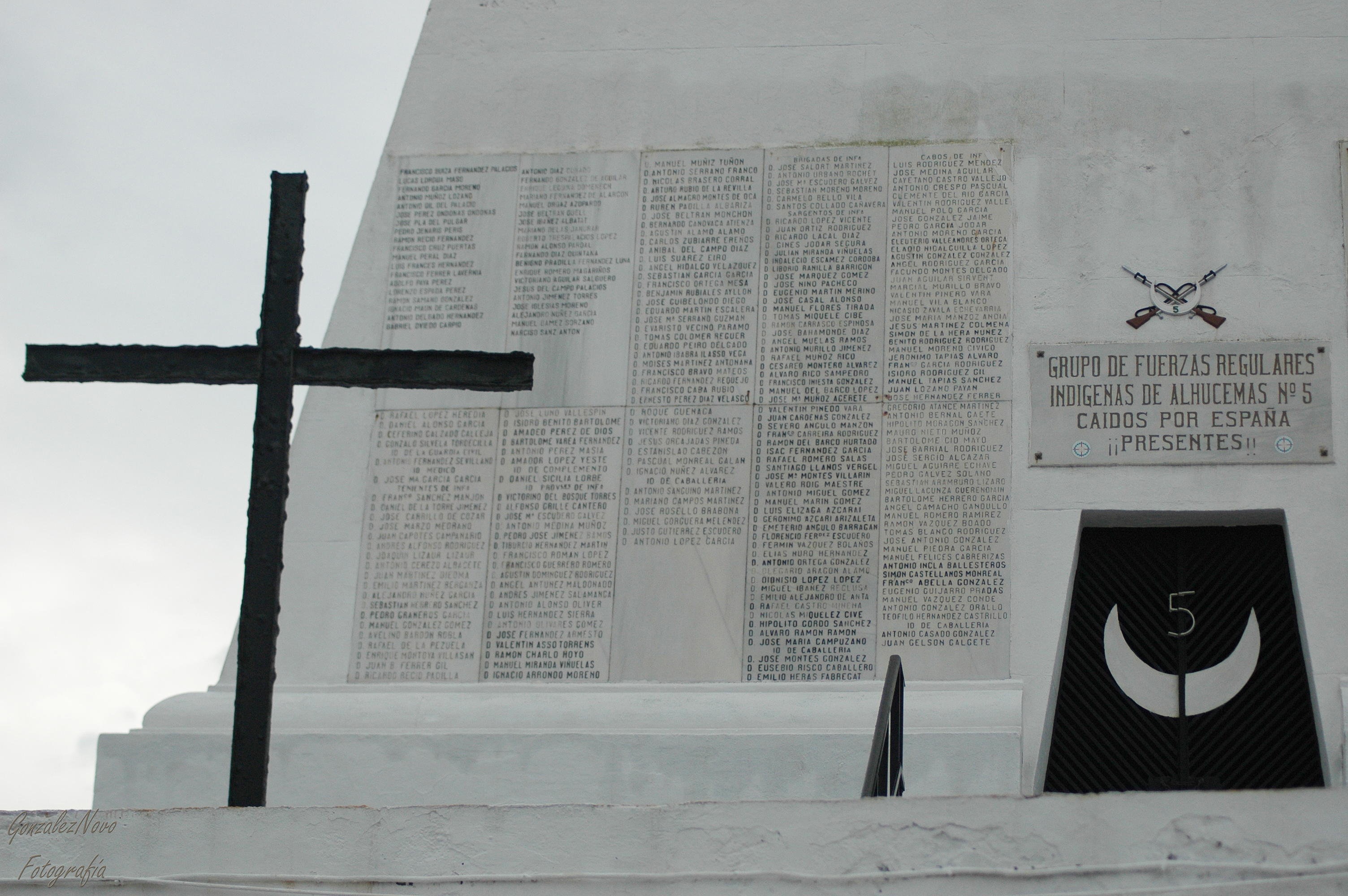

Sus fachadas son simples, pintadas de blanco, con detalles en amarillo y finalizando con una cúspide escalonada que se remataba en un piramidón, hoy desaparecido.

### Interior
En su única planta se sitúa la capilla y las sepulturas.